# Kōfuku-no-Kagaku
Kōfuku-no-Kagaku (jap. 幸福の科学; Radosna Nauka) – nowy ruch religijny, założony w Japonii w 1986 roku. Organizacja sama sobie przypisuje kilka milionów wyznawców, rzeczywista ich liczba waha się jednak między 100 a 300 tysięcy.

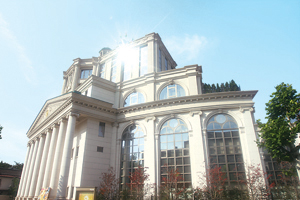
Główna świątynia w Tokio

Twórcą ruchu był biznesmen Ryūhō Ōkawa, absolwent Uniwersytetu Tokijskiego. Jak twierdził, dostąpił wizji m.in. Amaterasu, Buddy, Konfucjusza, Mojżesza i Mahometa, którzy powierzyli mu misję duchowego ocalenia świata. Podstawę doktryny Kōfuku-no-Kagaku stanowią liczne książki wydane przez założyciela. Deklarowana jest wiara w jedynego boga imieniem El Cantaro. Sam Ōkawa ogłosił się w 1995 roku jego ziemską inkarnacją. Nauczanie soteriologiczne i etyczne ukształtowało się pod dużym wpływem buddyzmu. Wyznawcy zachęcani są do podążania czteroraką ścieżką, na którą składają się miłość, poznanie prawdy, samopoznanie i rozwój duchowy. Jej realizacja doprowadzić ma do nastania powszechnej szczęśliwości.
Dzięki sprawnej akcji misjonarskiej, organizacja zanotowała gwałtowny napływ członków w latach 90. XX wieku. Obecnie posiada ponad 30 świątyń, wydaje także własne czasopismo. Poza Japonią istnieją struktury na Tajwanie, w Korei Południowej, Wielkiej Brytanii i Stanach Zjednoczonych. Siedziba główna mieści się w Tokio. W 2009 roku powołane zostało polityczne ramię organizacji – partia polityczna Kōfuku Jitsugen-tō (幸福実現党).